# Laboratoriumstraße (Tallinn)

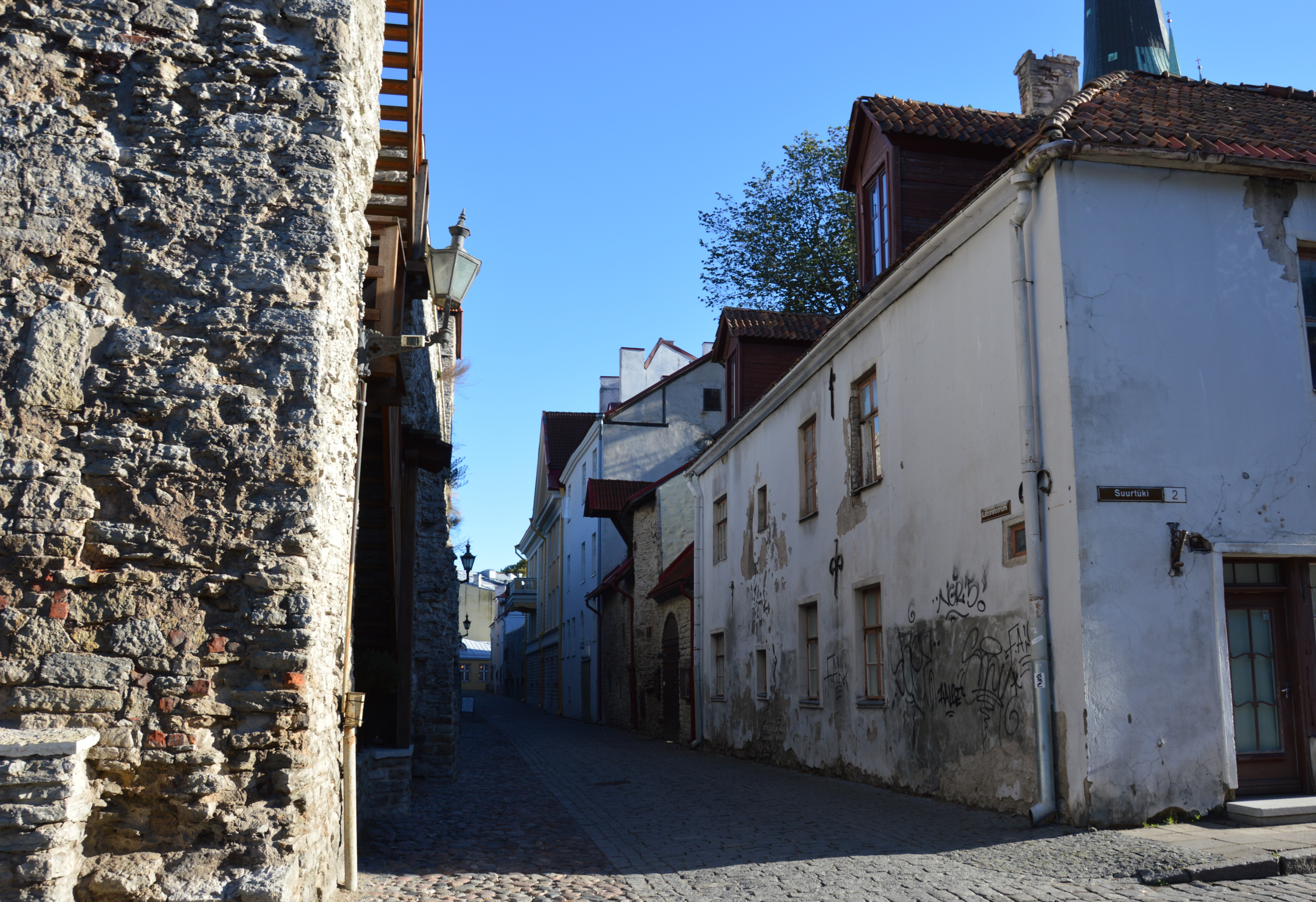
Blick in die Laboratoriumstraße von Süden

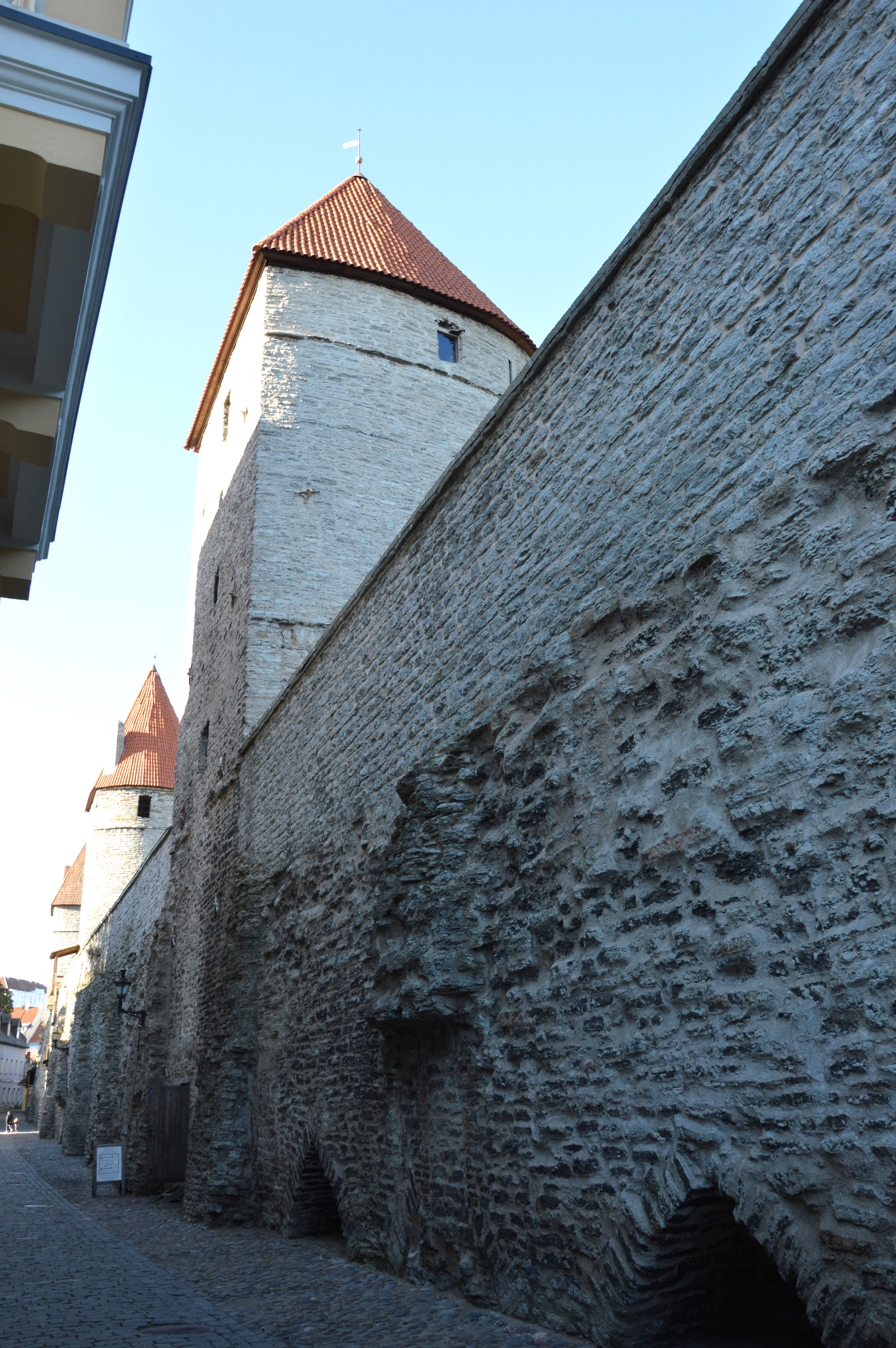
Blick von Norden auf die Westseite der Straße mit Epping-Turm, Plate-Turm und Reeperbahnturm

Die Laboratoriumstraße (estnisch Laboratooriumi tänav) ist eine Straße in der estnischen Hauptstadt Tallinn (Reval).
Sie befindet sich im nordwestlichen Teil der Revaler Altstadt und verläuft auf der Stadtseite entlang der historischen Revaler Stadtbefestigung. Sie führt von der Schulstraße (estnisch: Kooli) im Süden bis zur Breiten Straße (estnisch: Lai) im Norden.
Der Teil der Stadtbefestigung, an dem die Laboratoriumstraße entlangführt, gilt als gut erhalten, was der Straße ein besonderes Erscheinungsbild gibt. In besonderer Weise wird sie von den alten Wehrtürmen geprägt, die von der Laboratoriumstraße aus zugänglich sind. Von Süden nach Norden bestehen die Türme Reeperbahnturm, Plate-Turm, Epping-Turm und Turm hinter Grusbeke. Am nördlichen Ende der Straße besteht die Pferdemühle. Auf der Ostseite der Laboratoriumstraße in ihrem südlichen Abschnitt befindet sich die Ukrainische griechisch-katholische Kirche der Dreihändigen Gottesmutter.
Der Name der Straße geht auf ein hier zeitweise bestehendes Labor zurück, in dem für die Kanonen der Stadtbefestigung benötigtes Schwarzpulver hergestellt wurde.